# Jiří Weisser
Jiří Weisser (* 5. září 1977) je bývalý český fotbalista, obránce.

## Fotbalová kariéra
V české lize hrál za SK Hradec Králové. Nastoupil v 6 ligových utkáních. Ve druhé lize hrál i za AFK Atlantic Lázně Bohdaneč. Za reprezentaci do 16 let nastoupil v 11 utkáních a dal 1 gól.

## Ligová bilance
| Ročník                          | Zápasy | Góly | Klub                        |
| ------------------------------- | ------ | ---- | --------------------------- |
| 1. česká fotbalová liga 1996/97 | 4      | 0    | SK Hradec Králové           |
| Gambrinus liga 1999/00          | 2      | 0    | SK Hradec Králové           |
| 2. česká fotbalová liga 1999/00 | 2      | 0    | AFK Atlantic Lázně Bohdaneč |
| CELKEM 1. liga                  | 6      | 0    |                             |